# 두타산 (강원)
두타산(頭陀山)은 대한민국 강원특별자치도 동해시 삼화동과 삼척시 하장면, 미로면에 걸쳐 있는 산이다. 부처가 누워있는 형상으로 박달령을 사이에 두고 청옥산을 마주 보고 있다. 입구에서 삼화동 남쪽으로 4km쯤 계곡을 들어가면 관광 코스로 유명한 무릉계곡이 나온다. 현재 위도상 동경 129°1′, 북위 37°26′에 위치하여 강원도 중간 산악에 있다. 높이는 1,353m이다.

## 지질
두타산 정상은 선캄브리아기 태백산층군으로 구성되며, 무릉계곡은 화강암으로 구성된다. 강원특별자치도 동해시 삼화동에 있는 무릉계곡의 용추폭포는 3단으로 되어 있고 무릉계곡에는 무릉반(武陵盤)으로 불리는 거대한 화강암 반석이 있어 예로부터 많은 풍류객이 찾던 곳이며, 부근에는 삼화사(三和寺)가 있다. 1977년 국민관광지 제1호(강원특별자치도 고시 제77호)로 지정되었고, 2002년 산림청에서 선정한 한국의 100대 명산으로 지정되었다.
2008년 2월 5일에 호암소에서 용추폭포가 있는 곳까지 약 4km달하는 ‘동해무릉계곡’ 1.5km2는 명승 제37호로 지정되었다. 동해무릉계곡에 봉래 양사언의 석각과 매월당 김시습을 비롯한 수많은 시인묵객들의 시가 새겨져 있어 역사·문화적 가치가 뛰어나다. 또한 폭포 및 기암절벽들이 뚜렷한 절리 등 단열에 의해 형성되고 있고 쌍폭은 절리들이 교차하며 만들어지는 등 하천경관이 다양하고 특이하다.

## 전해오는 이야기
현재 활기리에서 고개를 넘어 준경묘에 가보면 강원도 두타산(頭陀山) 줄기에 신좌을향으로 준경묘가 있다. 안산을 바라보고 좌로 근산, 우로 대명산이 있고, 뒤로 방위산과 역마산이 있어 5봉으로 둘러싸여 있다.
조선 개국 160여 년 전에 양무장군이 이곳에서 죽자, 이안사는 선친의 묘 자리를 찾고 있었다. 마침 나무하러 두타산으로 올라갔던 집의 일꾼이 나무를 하다 쉬고 있는데, 근처에서 도승과 상좌승이 앉아 산맥을 보며, '저 곳에 묘를 쓰면 5대 후에 임금이 나겠다'는 도승의 말을 듣고, 나무하다 말고 뛰어 내려와 산주인인 이안사에게 알렸다고 한다.
이안사는 급히 달려가 도승 일행을 만나 백방으로 간청하니, 그 도승이 그 자리를 가리켜 주는데, 대신 어려운 조건이 제시되었는데 곧 개토제(開土祭) 때 소 1백 마리를 잡아야 하고, 관은 금관을 써야 효험이 난다는 것이었다.
이에 이안사는 고민 끝에 편법을 쓰기로 하였다. 곧 처가에 마침 흰소가 한 마리 있어 백우(百牛)를 백우(白牛)로 대체하고, 금으로 관을 만들 형편이 못 되니 황금 빛깔의 밀짚(일설에는 귀리짚)으로 관을 씌워 금관에 대신했다는 것이다. 그래서 백우금관설화가 탄생한 것이다.
이때 백우(百牛)를 백우(白牛)로 대신하여 1천년 사직이 반으로 줄어 5백년을 유지했다고 하고, 준경묘 사방 5봉의 산 수명이 각각 1백년이라 도합 5백년의 조선왕조의 수명이 되었다고도 한다. 이러한 얘기가 전해지고 있어 준경묘 자리는 오늘날도 풍수를 따지는 사람은 제일의 명당 중 하나로 보고 있다.
찾아오는 스님들이 산을 보고 평하기를 산세가 조용하면서 높이 쏫아 속세의 번뇌를 떨치고 불도 수행을 닦는다는 뜻에서 이름이 유래했다고 한다. 두타산은 예로부터 삼척 지방의 영적인 모산(母山)으로 숭상되었다. 동해안 지방에서 볼 때 서쪽 먼 곳에 우뚝 솟아 있는 이 산은 정기를 발하여 주민들의 삶의 근원이 된다고 믿어졌다. 산의 동북쪽 중턱에 있는 쉰움산은 돌우물이 50개 있어 오십정산이라 부르는데 여기에 산제당(山祭堂)을 두고 봄·가을에 제사하며 기우(祈雨)도 하였다.
산세가 웅장하고 계곡이 깊어 삼림이 우거진 곳에 사찰·유적지·명승지가 산재하고 있다. 고려 충렬왕 때에 이승휴(李承休)는 정사(政事)를 간하다 파직당하자 이 산에서 은둔생활을 하였다. 산릉에는 험준한 지형을 이용해서 구축한 두타산성의 흔적이 남아 있다. 이 성은 102년(신라 파사왕 23년)에 축성하였고, 1414년(태종 14년) 수축한 것이다.
대궐터로 부르는 마당바위가 유적으로 남아 있는데 과거 이곳이 신라의 변방임을 말하여 주고 있다. 산의 북동쪽에서 시작되는 용추폭포·무릉계곡은 깊고 그윽한 계곡미와 폭포·반석(盤石)이 어울려 일명 ‘소금강(小金剛)’이라 불리기도 한다.

## 산의 지리와 동식물
두타산은 태백산맥의 동단부에 위치하며 동서간에 분수령을 이룬다. 동해시의 북서쪽으로는 청옥산(靑玉山, 1,404m)·중봉산(中峯山, 1,259m) 등을 연결하는 험준한 준령을 이루며 동쪽으로는 동해를 굽어보고 있다. 태백산맥이 이 산에 이르러 한 줄기는 북쪽으로 두타산성 줄기를 이루고, 또 한 지맥은 동쪽으로 뻗어 쉰움산(五十井山)에서 배수고개로 이어진다.
북쪽 능선에는 잣나무 수림이 울창하며 수령이 오래된 소나무들이 무성해 기암의 산수미와 조화를 이룬다. 산정 부근에는 관목대와 초본대가 형성되어 고산식물의 군락이 있고 철쭉·만변초·조릿대 등이 군생한다. 이 밖에도 분비나무·세잎종덩굴·산앵두·큰앵초·관중·달피나무·전나무·바위떡풀 등 약 39종의 식물이 조사 발표되었다. 동물로는 산양·청설모·박새·까막딱다구리 등이 서식한다.
지질은 대부분 화강암이고 석회석 및 사암이 주변에 분포한다. 두타산과 청옥산은 거의 연결된 쌍봉을 이루나 형상은 매우 대조적이다. 두타산은 정상부가 첨봉(尖峯)을 이루고 주변은 급사면이어서 날렵한 산세를 보이나 청옥산은 완만하고 묵직한 형상을 이룬다. 두타산을 중심으로 세 개의 하천이 흘러간다.
하나는 북동 사면의 하천으로 박달골 계류와 사원터(士院基)골 계류를 모아 무릉계(武陵溪)를 형성하고, 살내(箭川)가 되어 동해시에서 동해로 흘러든다. 남동쪽 기슭에서 발원한 하천은 골지천(骨只川)과 합류해서 한강 상류가 된다. 또 동쪽 기슭에서 발원한 계류는 오십천(五十川)과 합류한다. 산이 깊고 험준하기 때문에 식물상이 잘 보존되어 있다.

## 등산길
최근에는 이 계곡에서 두타산 정상까지 연결하는 등산로가 개설되는 등 적극적인 개발을 하고 있다. 동해시의 시내 버스가 무릉계곡까지 연장 운행되어 교통도 편리하다.

## 같이 보기
- 한국의 산
- 청옥산
- 삼척 준경묘·영경묘
- 삼척시의 지질
- 동해시의 지질